# Università Nebrija
L'Università Nebrija è una università privata spagnola, ufficialmente riconosciuta, con sede a Madrid ed è intitolata ad Antonio de Nebrija.

## Storia
L'Università Nebrija ha iniziato la sua attività come Centro di Studi Ispanici il 31 luglio 1985. Per la vocazione umanistica e linguistica dei primi collaboratori, il centro prende il nome di Elio Antonio de Nebrija, autore della prima grammatica castigliana, pubblicato nel 1492.
Dopo la sua inaugurazione nel 1989, l'Universitas Nebrissensis, come era stata chiamata l'organizzazione, è stata ufficialmente riconosciuta come istituto di istruzione superiore.
Con l'emanazione della Legge sulle università private in Spagna, i coordinatori del progetto decisero la creazione dell'Università Nebrija, presentando istanza agli organi competenti spagnolo per il suo riconoscimento nel luglio del 1992.
Il 17 luglio 1995, l'Università Antonio de Nebrija viene ufficialmente riconosciuta come università privata dalle Cortes Generali.

Nel 2008 aderisce al “Processo di Bologna” e dal 2009 ha 9 diplomi universitari adattati allo Spazio europeo dell'istruzione superiore.
A partire dal 2010, con tutti i programmi adattati allo Spazio Europeo dell'Istruzione Superiore, è iniziata una fase di crescita che si è consolidata con l'apertura delle sedi e degli Istituti Nebrija all'estero, Colombia, Perù, Ecuador, Cina e Indonesia.
Nel maggio 2021, la rivista Forbes inserisce l’ateneo tra le 20 migliori università spagnole. Per la precisione al quinto posto.
Nel luglio 2022, uno studio “U-Ranking 2021”, realizzato dall'Istituto di ricerca economica (IVIE) e dalla Fondazione BBVA è al primo posto tra le università spagnole per quanto riguarda la qualità dell’insegnamento impartito in essa.

## Campus e organizzazione
L'Università ha svariati Campus:
- Campus de La Berzosa, en Hoyo de Manzanares.
- Campus de Madrid-Princesa
- Campus de la Dehesa de la Villa
- Campus de La Berzosa
- Centro Universitario San Rafael-Nebrija

### Dipartimenti
Si articola in sette dipartimenti:
- Scienze della salute[10]
- Politecnico[11]
- Lingue e scienze della formazione
- Scienze sociali
- Arte e scienze della comunicazione[12]
- Scienze della vita e della natura